# Karen Gillan
Karen Sheila Gillan ( /ˈɡɪlən/; Inverness, Escocia, 28 de noviembre de 1987) es una actriz y modelo británica. Obtuvo reconocimiento por su trabajo en el cine y la televisión británicas, en particular por interpretar a Amy Pond, compañera principal del Undécimo Doctor en la serie de ciencia ficción Doctor Who (2010-2013), por la que recibió varios premios y nominaciones. Sus primeros papeles cinematográficos incluyen a Ally en la película de suspenso Outcast (2010) y Jane Lockhart en la película de comedia romántica; Not Another Happy Ending (2013). Hizo su transición a Hollywood interpretando a Kaylie Russell en la película de terror Oculus (2013), su primer éxito comercial en los Estados Unidos, y luego interpretó el papel principal en la sitcom; Selfie (2014).
Posteriormente, Gillan alcanzó el estrellato internacional por interpretar a Nebula en las películas de superhéroes del Universo cinematográfico de Marvel; Guardianes de la Galaxia (2014), Guardianes de la Galaxia vol. 2 (2017), Avengers: Infinity War (2018) y Avengers: Endgame (2019), que se convirtió en la película más taquillera de todos los tiempos, desde julio de 2019 hasta marzo de 2021. Está lista para repetir el papel en las próximas películas: Thor: Love and Thunder (2022) y Guardianes de la Galaxia Vol. 3 (2023). Gillan ha mantenido la prominencia de la corriente principal con su interpretación de Ruby Roundhouse en las películas de acción; Jumanji: Welcome to the Jungle (2017) y Jumanji: The Next Level (2019), las cuales alcanzaron el éxito comercial. En el escenario, apareció en la obra Inadmissible Evidence de John Osborne (2011) e hizo su debut en Broadway en la obra Time to Act (2013). Gillan obtuvo elogios de la crítica por su participación como escritora, directora y cabeza de cartel en la película dramática; The Party's Just Beginning (2018).
Los galardones de Gillan incluyen un premio Empire, un National Television Awards, un premio Teen Choice y nominaciones para un premio BAFTA Scotland y un premio Saturn. Además de actuar, también se ha destacado por su imagen pública y activismo, en particular hacia la prevención del suicidio.

## Primeros años
Karen Sheila Gillan nació y se crio en Inverness, Escocia. Su padre, Raymond John Gillan, es un gerente, y junto con su madre, Marie Gillan (de soltera, Paterson), viven en Kinmylies. Aprendió a tocar el piano cuando tenía siete años. No tiene hermanos ni hermanas. A una edad temprana, desarrolló un apego por la actuación, uniéndose a varios grupos de teatro y participando en una amplia gama de producciones en su escuela, la Academia Charleston. Cuando tenía 16 años, Gillan decidió perseguir su interés por la actuación, estudiando en la Universidad de Telford. Luego, se aseguró un lugar en la Academia de Artes Italia Conti en Londres. Interpretó a la joven Amy Pond en tres temporadas de Doctor Who. Gillan se mudó a Londres cuando tenía 18 años para estudiar en una escuela de teatro.

## Carrera

### Modelo
Mientras estudiaba en la Academia de Artes Italia Conti, Gillan llamó la atención de una agencia de modelos. Trabajó como modelo en la Semana de la Moda de Londres de 2007, para el desfile otoño/invierno de la diseñadora Allegra Hicks. También trabajó para la fiesta de lanzamiento de la línea de maquillaje de Nicola Roberts. Esto fue mostrado en el episodio The Passions of Girls Aloud del documental de Roberts. Gillan ha dicho que no se retiraría de su carrera como actriz para regresar a la de modelo. Dijo que disfrutó desfilando pero que la actuación siempre fue su interés y meta principal.

### Actuación
La carrera de televisión de Gillan incluye apariciones como invitada en varias series, con su primera aparición en The Kevin Bishop Show, en el que interpretó a personajes múltiples como Katy Perry y Angelina Jolie. Gillan también apareció en un proyecto de terror titulado The Well.
Fue elegida para el papel de Amy Pond, compañera del undécimo Doctor en la serie de ciencia ficción Doctor Who en mayo de 2009. Hizo su primera aparición en pantalla como Amy Pond en "The Eleventh Hour", episodio que salió al aire el 3 de abril de 2010. Gillan ya había aparecido en Doctor Who en el episodio de 2008 Los fuegos de Pompeya en el papel de una profetisa.
Gillan hizo su primera aparición en teatro interpretando a Shirley en la obra de John Osborne, Inadmissible Evidence junto a Douglas Hodge. La obra debutó en el Donmar Warehouse el 16 de octubre de 2011.

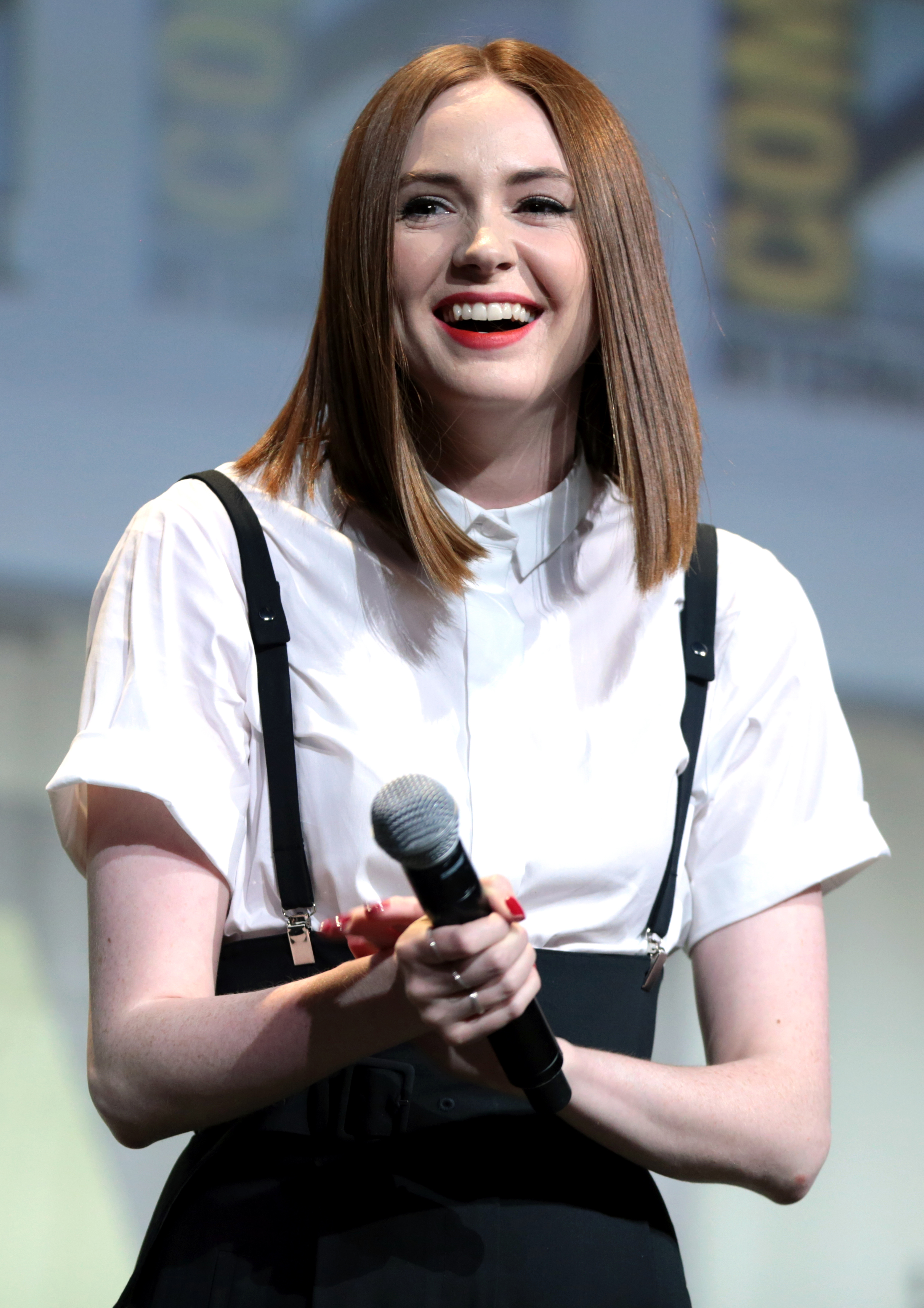
Karen Gillan en la Comic-Con en 2016.

Gillan interpretó a la modelo y actriz Jean Shrimpton en We'll Take Manhattan, estrenada en enero de 2012. Luego, fue elegida como Brittney en un nuevo trabajo de Romeo y Julieta llamado, Romeo & Brittney, escrito por David Baddiel.
En agosto de 2011, se anunció que Gillan protagonizará una comedia llamada Not Another Happy Ending, junto a Stanley Weber. La filmación tuvo lugar a finales de 2011 y principios de 2012 y el estreno se realizó en 2013.
Durante una entrevista en la Convención Internacional de Cómics de San Diego, Gillan reveló que dejaría Doctor Who a mitad de la séptima temporada. Su último capítulo en la serie fue Los ángeles toman Manhattan, emitido en septiembre de 2012.
A partir de 2014 interpreta al personaje de Nebula en las películas del Universo Cinematográfico de Marvel.
En 2017 apareció en Jumanji: Welcome to the Jungle, una continuación de la película Jumanji, de 1995.
En 2019 apareció en Jumanji: The Next Level, un continuación de las anteriores películas.
Karen Gillan que en Jumanji ha hecho sus propias acrobacias, pero en algunas otras escenas no fue ella.
Karen Gillan protagonizará el thriller de ciencia ficción Dual junto a Aaron Paul, que se filmó íntegramente en Tampere, Finlandia.

## Vida personal
En mayo de 2022, Gillan se casó con Nick Kocher, un comediante estadounidense del dúo de sketches BriTANicK, en una ceremonia en Castle Toward, en Dunoon, Escocia.

## Filantropía

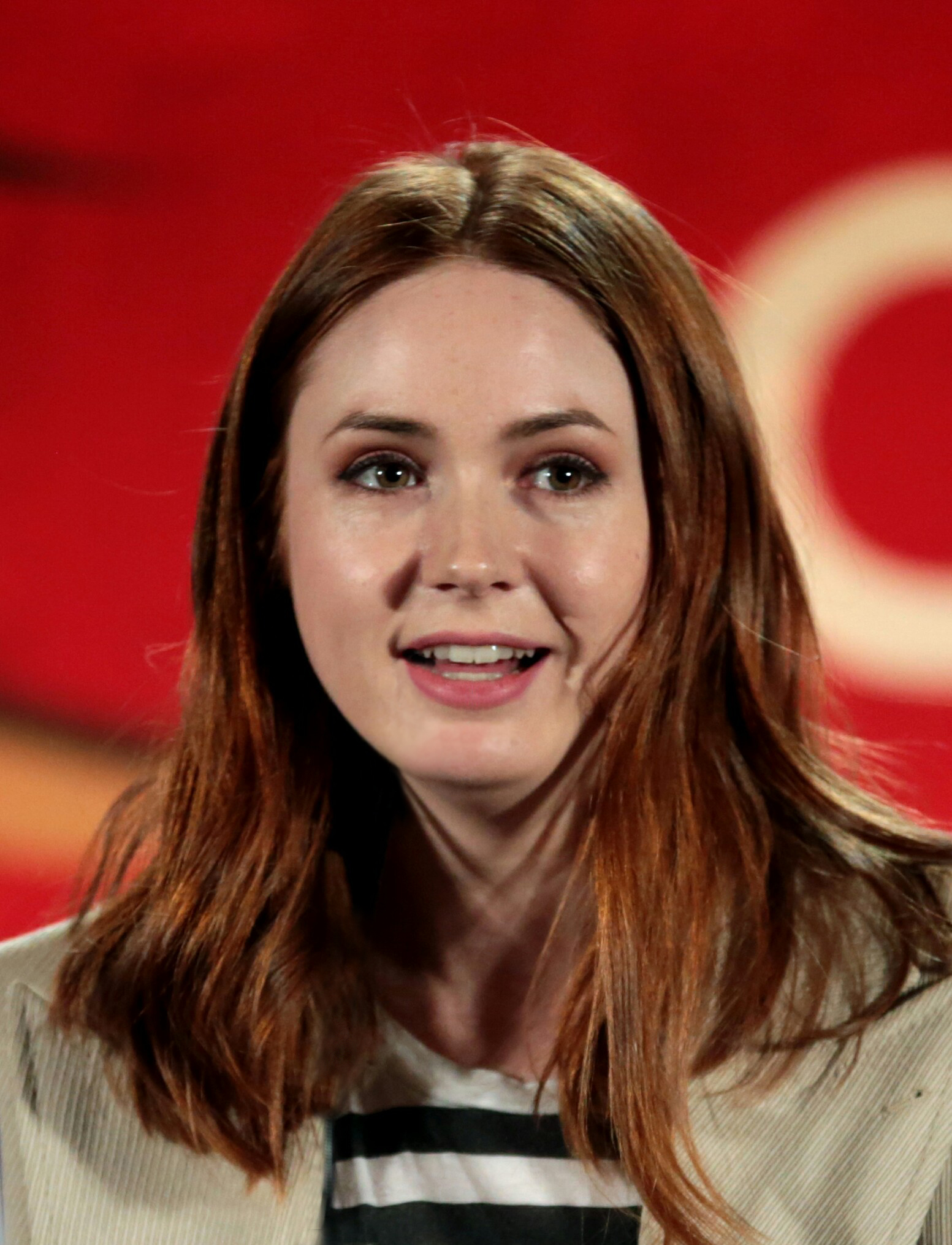
Gillan en 2017.

En 2011, Gillan ayudó a promover Fashion Targets Breast Cancer (FTBC) y la apertura de Squirrel Ward en el Great Ormond Street Hospital en Londres. Gillan también ha expresado anuncios para eHarmony y The Royal Bank of Scotland. También apareció en el video musical «Happy Idiot» de TV on the Radio, lanzado el 3 de octubre de 2014.
En 2018, visitó el centro de apoyo para crisis Mikeysline en Inverness después de presentar su película The Party's Just Beginning. La película trata sobre la alta tasa de suicidios en las Tierras Altas de Escocia, y Gillan se comprometió públicamente a apoyar la organización benéfica de salud mental. En septiembre de 2020, el Inverness Courier informó que un estudiante de Inverness fue seleccionado en un concurso inspirado en The Party's Just Beginning para ir a la Semana de la Moda de Nueva York, organizada por Mikeysline y Fashion Week Online, en un concurso destinado a crear conciencia sobre el Día Mundial para la Prevención del Suicidio.
También en 2020, lanzó un proyecto para colaborar con ingenieros de software para desarrollar una aplicación llamada Ditto. Se describe como una red social que se centra "en la creatividad de la colaboración" donde "Instagram se encuentra con Photoshop".

## Filmografía

### Cine
| Año  | Título                          | Papel             | Notas  |
| ---- | ------------------------------- | ----------------- | ------ |
| 2008 | Stacked                         | Ginny Turner      | [ 27 ] |
| 2008 | New Town Killers                | Chica en estación |        |
| 2010 | Outcast                         | Ally              |        |
| 2011 | We'll Take Manhattan            | Jean Shrimpton    |        |
| 2013 | Not Another Happy Ending        | Jane Lockheart    |        |
| 2014 | Oculus                          | Kaylie            |        |
| 2014 | Guardianes de la Galaxia        | Nebula            |        |
| 2015 | La gran apuesta                 | Evie              |        |
| 2016 | El valle de la venganza         | Ellen             |        |
| 2017 | El círculo                      | Annie             |        |
| 2017 | Guardianes de la Galaxia vol. 2 | Nebula            |        |
| 2017 | Jumanji: Welcome to the Jungle  | Ruby Roundhouse   |        |
| 2018 | Avengers: Infinity War          | Nebula            |        |
| 2019 | Avengers: Endgame               | Nebula            |        |
| 2019 | Stuber                          | Morris            |        |
| 2019 | Jumanji: The Next Level         | Ruby Roundhouse   |        |
| 2020 | Call of the Wild                | Mercedes          | [ 28 ] |
| 2021 | Gunpowder Milkshake             | Sam               | [ 29 ] |
| 2021 | Dual                            | Sara              |        |
| 2022 | La burbuja                      | Carol Cobb        |        |
| 2022 | Thor: Love and Thunder          | Nebula            |        |
| 2023 | Guardianes de la Galaxia Vol. 3 | Nebula            |        |
| 2024 | Sleeping Dogs                   | Laura Baines      | [ 31 ] |
| 2024 | Late Bloomers                   | Louise            | [ 32 ] |

### Televisión

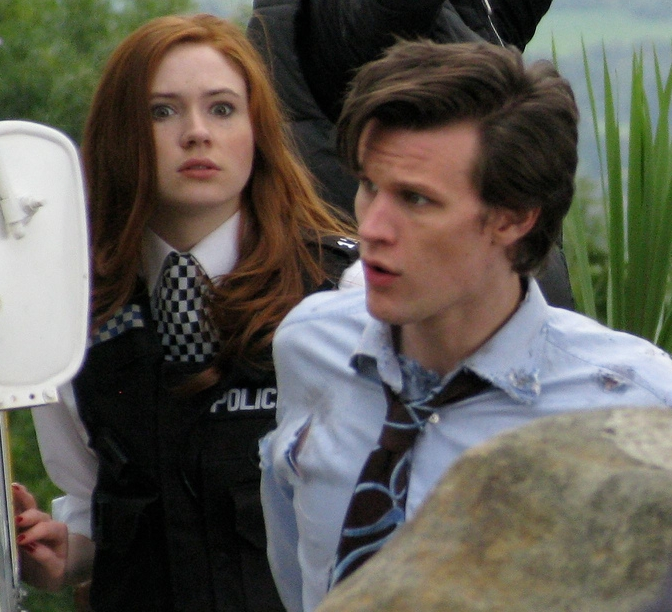
Gillan como Amy Pond con Matt Smith como el Undécimo Doctor, grabando la quinta temporada de Doctor Who (mayo de 2009).

| Año             | Título                                      | Papel            | Notas                                                                             |
| --------------- | ------------------------------------------- | ---------------- | --------------------------------------------------------------------------------- |
| 2006            | Rebus                                       | Terry Cotter     |                                                                                   |
| 2007–2009       | The Kevin Bishop Show                       | Varios           |                                                                                   |
| 2008            | Coming Up                                   | Anna             |                                                                                   |
| 2008            | Doctor Who                                  | Adivina          | Temporada 4 Episodio: Los fuegos de Pompeya                                       |
| 2008            | Harley Street                               | Holly            |                                                                                   |
| 2010            | The Well                                    | Coll             |                                                                                   |
| 2010–2012, 2013 | Doctor Who                                  | Amy Pond         | Temporadas 5 (2010), 6 (2011) y 7 (2012)                                          |
| 2010–2011       | Doctor Who Confidential                     | Ella misma       |                                                                                   |
| 2012            | In Love with Coward                         | Laura            |                                                                                   |
| 2013            | NTSF:SD:SUV::                               | Daisy            |                                                                                   |
| 2013            | A Touch of Cloth                            | Kerry Newblood   | Temporada 3                                                                       |
| 2014            | Selfie                                      | Eliza Dooley     | Protagonista                                                                      |
| 2015            | Comedy Bang! Bang!                          | Ella Misma       | Episodio: "Karen Gillan Wears A Black and White Striped Pullover and Coral Skirt" |
| 2015            | 7 Days in Hell                              | Lily Allsworth   | Película para televisión                                                          |
| 2015            | Robot Chicken                               | Anastasia Steele | Voz Episodio: "Zero Vegetables"                                                   |
| 2021            | What If...?                                 | Nebula           |                                                                                   |
| 2022            | The Guardians of the Galaxy Holiday Special | Nebula           | Especial de TV                                                                    |

### Teatro
| Año  | Título                | Papel   | Teatro                    | Notas                                 |
| ---- | --------------------- | ------- | ------------------------- | ------------------------------------- |
| 2011 | Inadmissible Evidence | Shirley | Donmar Warehouse, Londres | Primera aparición de Gillan en teatro |

### Videojuegos
| Año  | Título                                                        | Papel    |
| ---- | ------------------------------------------------------------- | -------- |
| 2010 | Doctor Who: The Adventure Games: City of the Daleks           | Amy Pond |
| 2010 | Doctor Who: The Adventure Games: Blood of the Cybermen        | Amy Pond |
| 2010 | Doctor Who: The Adventure Games: TARDIS                       | Amy Pond |
| 2010 | Doctor Who: The Adventure Games: Shadows of the Vashta Nerada | Amy Pond |
| 2010 | Doctor Who: Evacuation Earth                                  | Amy Pond |
| 2010 | Doctor Who: Return to Earth                                   | Amy Pond |
| 2010 | Doctor Who: The Mazes of Time                                 | Amy Pond |
| 2011 | Doctor Who: The Adventure Games: The Gunpowder Plot           | Amy Pond |

## Premios y nominaciones
| Año  | Asociación                                            | Categoría                                                                         | Trabajo                           | Resultado | Ref.          |
| ---- | ----------------------------------------------------- | --------------------------------------------------------------------------------- | --------------------------------- | --------- | ------------- |
| 2010 | Premios Constelación                                  | Mejor interpretación femenina                                                     | Doctor Who                        | Nominada  | [ 34 ]        |
| 2010 | TV Quick Awards                                       | Mejor actriz                                                                      | Doctor Who                        | Nominada  | [ 35 ]        |
| 2010 | Premios a las mejores mujeres del año de Cosmopolitan | Mejor actriz                                                                      | Doctor Who                        | Ganadora  | [ 36 ]        |
| 2010 | Premios Young Scot                                    | Entretenimiento                                                                   | Doctor Who                        | Ganadora  | [ 37 ] [ 38 ] |
| 2011 | Premios SFX                                           | Mejor actriz                                                                      | Doctor Who                        | Ganadora  | [ 39 ]        |
| 2011 | Premios TV Choice                                     | Mejor actriz                                                                      | Doctor Who                        | Ganadora  | [ 40 ]        |
| 2011 | Scream Awards                                         | Mejor actriz de ciencia ficción                                                   | Doctor Who                        | Nominada  | [ 41 ]        |
| 2012 | National Television Awards                            | Mejor interpretación dramática: femenina                                          | Doctor Who                        | Nominada  | [ 42 ]        |
| 2012 | Premios SFX                                           | Mejor actriz                                                                      | Doctor Who                        | Nominada  | [ 43 ]        |
| 2012 | Premios Nickelodeon UK Kids 'Choice                   | Actriz favorita del Reino Unido                                                   | Ella misma                        | Nominada  | [ 44 ]        |
| 2012 | Premios de la moda escocesa                           | Icono de la moda de Escocia                                                       | Ella misma                        | Ganadora  | [ 45 ]        |
| 2013 | Premios nacionales de televisión                      | Mejor interpretación dramática - Femenina                                         | Doctor Who                        | Nominada  | [ 46 ]        |
| 2014 | Premios Fright Meter                                  | Mejor actriz                                                                      | Oculus                            | Nominada  | [ 47 ]        |
| 2014 | Sociedad de Críticos de Cine de Detroit               | Mejor Ensamble                                                                    | Guardianes de la Galaxia          | Ganadora  | [ 48 ]        |
| 2014 | Sociedad de Críticos de Cine de Nevada                | Mejor reparto                                                                     | Guardianes de la Galaxia          | Ganadora  | [ 49 ]        |
| 2014 | Sociedad de Críticos de Cine de Phoenix               | Mejor reparto                                                                     | Guardianes de la Galaxia          | Nominada  | [ 50 ]        |
| 2015 | Asociación de Críticos de Cine de Ohio Central        | Mejor Ensamble                                                                    | Guardianes de la Galaxia          | Nominada  | [ 51 ]        |
| 2015 | Premios Empire                                        | Mejor actriz debutante                                                            | Guardianes de la Galaxia y Oculus | Ganadora  | [ 52 ] [ 53 ] |
| 2015 | Fangoria Chainsaw Awards                              | Mejor actriz (Larga lista)                                                        | Oculus                            | Nominada  | [ 54 ]        |
| 2015 | Festival de cine Hang Onto Your Shorts                | Mejor Actriz en Cortometraje (Larga)                                              | Bound for Greatness               | Nominada  | [ 55 ]        |
| 2015 | Festival de Cine IFS                                  | Mejor actriz en cortometraje                                                      | Bound for Greatness               | Ganadora  | [ 56 ]        |
| 2015 | Festival de Cine IFS                                  | Mejor Cortometraje Independiente                                                  | Coward                            | Ganadora  | [ 56 ]        |
| 2015 | Festival Internacional de Cine de Edimburgo           | Mejor cortometraje                                                                | Coward                            | Nominada  | [ 57 ]        |
| 2015 | Premios Rondo Hatton Classic Horror                   | Mejor cortometraje                                                                | Conventional                      | Nominada  | [ 58 ]        |
| 2016 | Festival de Cine IFF de Londres                       | Mejor actriz principal en un cortometraje                                         | Bound for Greatness               | Ganadora  | [ 59 ]        |
| 2016 | Festival de cine FirstGlance                          | Mejor actriz en cortometraje                                                      | Bound for Greatness               | Ganadora  | [ 60 ]        |
| 2017 | Festival de Cine de Maui                              | Estrella naciente                                                                 | Ella misma                        | Ganadora  | [ 61 ]        |
| 2018 | Festival de Cine de Glasgow                           | Premio del público                                                                | The Party's Just Beginning        | Nominada  | [ 62 ]        |
| 2018 | MTV Movie & TV Awards                                 | Mejor equipo en pantalla(con Dwayne Johnson, Kevin Hart, Jack Black y Nick Jonas) | Jumanji: Welcome to the Jungle    | Nominada  | [ 63 ]        |
| 2018 | Teen Choice Awards                                    | Mejor actriz de comedia                                                           | Jumanji: Welcome to the Jungle    | Nominada  | [ 64 ]        |
| 2018 | Festival de Cine DTLA                                 | Mejor actriz protagonista                                                         | All Creatures Here Below          | Ganadora  | [ 65 ]        |
| 2018 | Festival de Cine de Filadelfia                        | Logro artístico en el cine independiente                                          | The Party's Just Beginning        | Ganadora  | [ 66 ]        |
| 2018 | Premios de la Academia Británica de Escocia           | Mejor largometraje                                                                | The Party's Just Beginning        | Nominada  | [ 67 ]        |
| 2018 | British Independent Film Awards                       | Mejor guionista debutante                                                         | The Party's Just Beginning        | Nominada  | [ 68 ]        |
| 2019 | Premios Saturno                                       | Mejor actriz de soporte                                                           | Avengers: Endgame                 | Nominada  | [ 69 ]        |